# Morecambe FC
A Morecambe Football Club egy angliai labdarúgóklub Morecambe városban, Lancaster közelében. A csapat jelenleg (2021-22-től) a harmadik divízióban (Football League One) játszik.

## Sikerek
- FA Trophy-győztes – 1973-74

## Fordítás
- Ez a szócikk részben vagy egészben  a   Morecambe F.C. című angol Wikipédia-szócikk fordításán alapul.  Az eredeti cikk szerkesztőit annak laptörténete sorolja fel. Ez a jelzés csupán a megfogalmazás eredetét és a szerzői jogokat jelzi, nem szolgál a cikkben szereplő információk forrásmegjelöléseként.